# Petr Gilbert
Petr Gilbert (* 23. Mai 1966 in Prag; † 21. Oktober 2018 in Úvaly) war ein tschechischer Maler der Naiven Kunst und des Surrealismus sowie Buchautor.

## Leben
Petr Gilbert wurde in Prag geboren. Seine Schulzeit verbrachte er in Úvaly. Schon in seiner Kindheit unternahm er Malspaziergänge mit seinem Großvater, der Landschaften des Isergebirges malte. Durch seinen Vater hatte er die Möglichkeit, die Atmosphäre des Ateliers bei František Emler und Jaroslav Eduard Dvořák kennenzulernen. Nach der Samtenen Revolution konnte Gilbert ausreisen und sammelte Inspirationen. Er begann als Autodidakt mit der Malerei von Fantasy-Traumlandschaften.
Gilbert, der unter Freunden auch Gilby genannt wurde, wohnte oft in Janov bei Liberec, wo auch ein Großteil seiner Werke entstanden. Er bereiste vor allem Lanzarote und Teneriffa und besuchte einige Kornkreise in Großbritannien. Der Einfluss von Erfahrungen aus den nordischen Ländern findet sich auch in seinen Arbeiten wieder. Zu Petr Gilberts Verwandtschaft zählt auch der buddhistische Mönch Dhammadipa.

## Werk

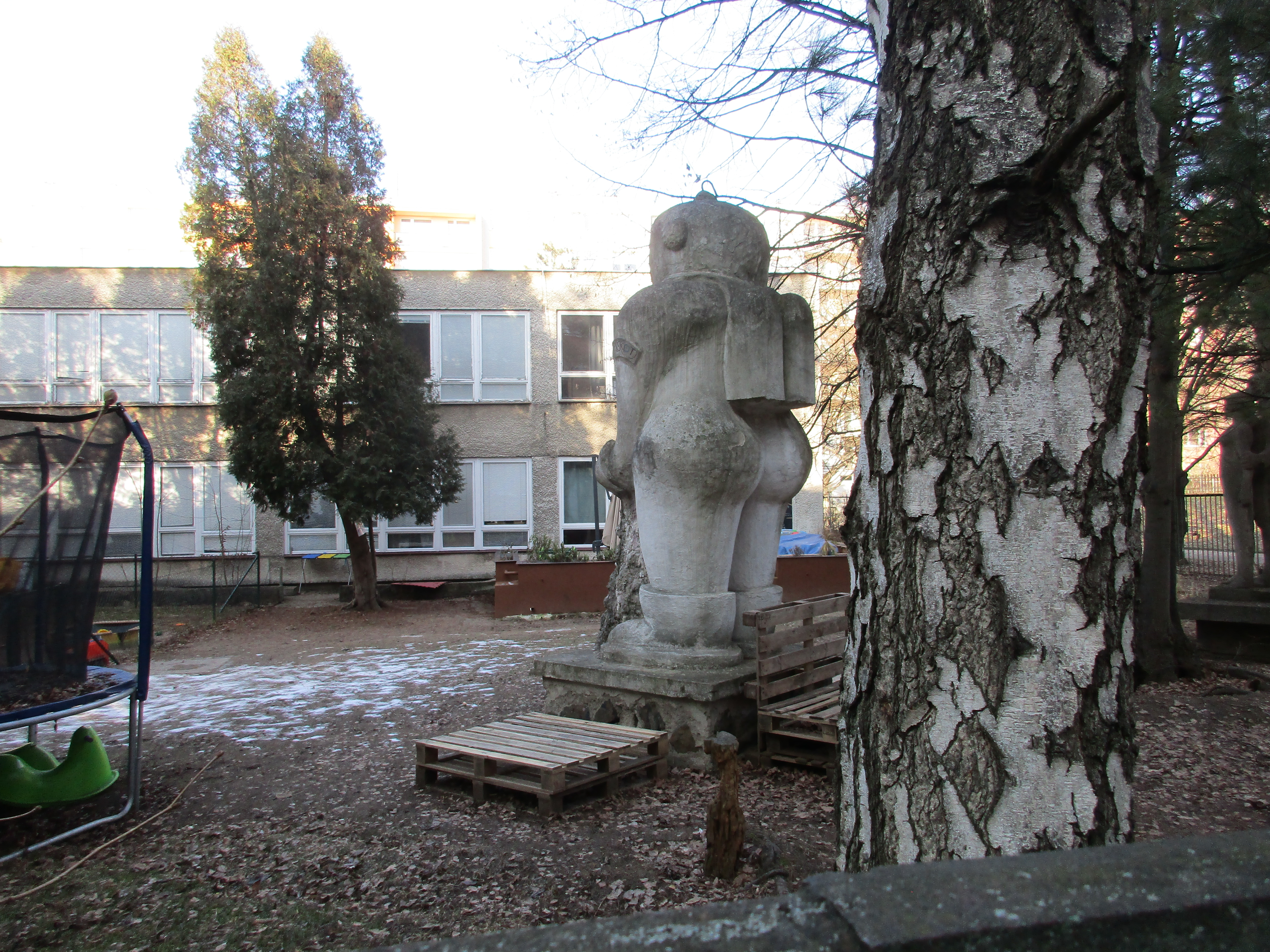
Skulptur Mother of Cosm von Petr Gilbert und Karel Bittner in Prag 9, 2021

Gilberts Karriere begann mit dem Malen naiver Gemälde, die unter anderem folgende Titel tragen: Bear Bull (Býčí medvěd), Leonardo, Opium-Venus (Opiová Venuše), Holland (Holandsko), psychedelischer Regen (psychedelický déšť), Siesta (siesta), Flora (flóra), Mädchen mit Maiglöckchen (Dívka s konvalinkami), Raum und Zeit (Prostor a čas), Himmlische Bäume (Nebeske stromy), Lanzarote.
- Ölgemälde: „In Peter Gilberts Gemälden dominieren eigentümliche absurde Landschaften, die einen gewissen Humor und eine gewisse Übertreibung ausstrahlen. Die Gemälde zeichnen sich meist durch auf Blau oder Grün abgestimmte Töne aus, die jedoch durch einige andersfarbige Elemente aufgehellt werden.“[4]
- Abstrakte Acrylgemälde
- Plastiken: Im Jahr 2000 schuf Gilbert mit Karel Bittner die Statue Mother of Cosm, heute bekannt als Socha Mimozemšťan in Prag Střížkov.
- Poesie[1]

## Buch
Sein 2018 erschienenes Buch "Es war und es war nicht bei Gilby" (Bylo a nebylo u Gilbyho) enthält autobiografische Geschichten und Erzählungen. Außerdem enthält es Kurzgeschichten mit einem überwiegenden Anteil an Fantasie und Fiktion. Ein weiterer Teil enthält Geschichten aus dem Leben der Stammgäste einer Kneipe. Das Buch wird durch einen Kunstanhang ergänzt, der Reproduktionen der Gemälde des Autors enthält und es wurde auch als dreiteiliges Audiobook veröffentlicht Bylo a nebylo u Gilbyho (2019).

## Ausstellungen
- Die Arbeit von drei jungen Künstlern, 30. März – 1. April 2001, MDDM-Galerie Uvaly, Gemeinschaftsausstellung mit Karel Bittner und Dana Adamová.[4]
- Draka Gallery Trutnov, Blicke aus der Nähe und aus der Ferne, 6. März – 12. April 2015.[6]
- Buntes Territorium, Gemeinschaftsausstellung mit Raduše Chocholoušová, La kavárna in Jablonec nad Nisou, 2. November bis 7. Dezember 2016
- Realistische und traumhafte Ansichten.[7], MDDM Uvaly v Riegerově ulici 65. 27. August – 5. September 2021[8]
- Peter Gilberts Traumwelten, Zentralbibliothek – Záliv (Saal mit pädagogischer Literatur), 17. Januar 2023,[9] Gemälde und ein Buch[10]

## Interviews
- Interview zur Gemeinschaftsausstellung im MDDM Uvaly mit Karel Bittner und Dana Adamová, 2001[2]:
- Im Interview 2007 antwortete er auf Fragen zu Janov und seiner Kunst[11]